# Kelzer Teiche
Die Kelzer Teiche sind ein Naturschutzgebiet in der hessischen Kleinstadt Hofgeismar im Landkreis Kassel.

## Allgemeines
Das Naturschutzgebiet mit der Gebietsnummer 1633005 ist 18,5 Hektar groß. Das Gebiet steht seit dem 23. Mai 1977 unter Naturschutz. Das 1938 ausgewiesene Naturschutzgebiet „Oberer Kelzer Teich“ ging in dem Naturschutzgebiet auf.

## Beschreibung
Das Naturschutzgebiet liegt nordwestlich von Kassel zwischen Hofgeismar und Grebenstein. Es umfasst den Oberen und den Unteren Kelzer Teich mit umgebenden Flächen. Die beiden Teiche wurden ursprünglich als Fischteiche angelegt. Sie sind durch einen Bach miteinander verbunden, der etwas unterhalb des Unteren Kelzer Teichs in die Esse mündet. Das Wasser der Teiche wird in den Wintermonaten abgelassen.
Die beiden Teiche sind überwiegend von Schilfröhrichtzonen umgeben, an die sich Gehölzbestände anschließen. Die übrigen Flächen des Naturschutzgebietes sind durch Grünland geprägt. Das Naturschutzgebiet hat besondere Bedeutung für Wasservögel und schilfbewohnende Vogelarten sowie als Rastgebiet für Zugvögel.
Das innerhalb von landwirtschaftlichen Nutzflächen liegende Naturschutzgebiet grenzt im Nordosten an die Bundesstraße 83 und im Norden an die Kreisstraße 59. Im Süden des Naturschutzgebietes verläuft ein Wirtschaftsweg.